# Peter Berg
Peter Berg (New York, 11 maart 1964) is een Amerikaanse acteur, filmregisseur en producer.

## Filmografie
- Patriots Day (2016 - regie)
- Deepwater Horizon (2016 - regie)
- Lone Survivor (2013 - regie)
- Battleship (2012 - regie)
- Edwin A. Salt (?)
- Hancock (2008 - regie)
- Lions for Lambs (2007)
- The Kingdom (2007 - regie)
- Smokin' Aces (2006)
- Friday Night Light (2004 - regie)
- Collateral (2004)
- The Rundown (2003 - regie)
- The King of Queens (tv) (2002)
- Alias (tv) (2002)
- Corky Romano (2001)
- Chicago Hope (tv) (1995-1999)
- Dill Scallion (1999)
- Very Bad Things (1998 - regie)
- Cop Land (1997)
- The Great White Hype (1996)
- Girl 6 (1996)
- Fallen Angels (tv) (1995)
- Across the Moon (1995)
- Unveiled (1994)
- The Last Seduction (1994)
- F.T.W. (1994)
- Fire in the Sky (1993)
- Aspen Extreme (1993)
- A Midnight Clear (1992)
- Late for Dinner (1991)
- Crooked Hearts (1991)
- Genuine Risk (1990)
- Race for Glory (1989)
- Shocker (1989)
- Heart of Dixie (1989)
- Going Overboard (1989)
- Tale of Two Sisters (1989)
- Miracle Mile (1988)
- Never on Tuesday (1988)